# فاسولاسوكس

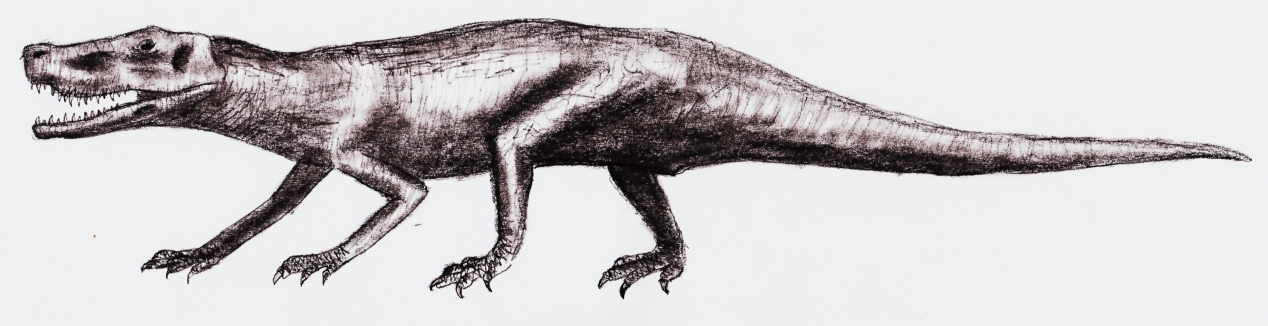

فاسولاسوكس Fasolasuchus هو جنس من الزواحف من فصيلة تمساحيات راو ويمكن ان يكون اكبر عضو معروف من هذه الفصيلة وعاش الفاسولاسوكس في العصر الترياسي المتاخر ويعتبر احد اكبر المفترسين في الثلاثي المتأخر وكان مهيمنا في تلك الفترة حتى انقراض النظام الذي تم فيه محي اغلبية اشكال الحياة في تلك الفترة وكان يتغذى الفاسولاسوكس على الصوروبودا البدائية مثل ليسيمصور يقدر طول فاسولاسوكس ب10 امتار وتم اكتشاف هذا الحيوان في الأرجنتين.